# Обсидиан

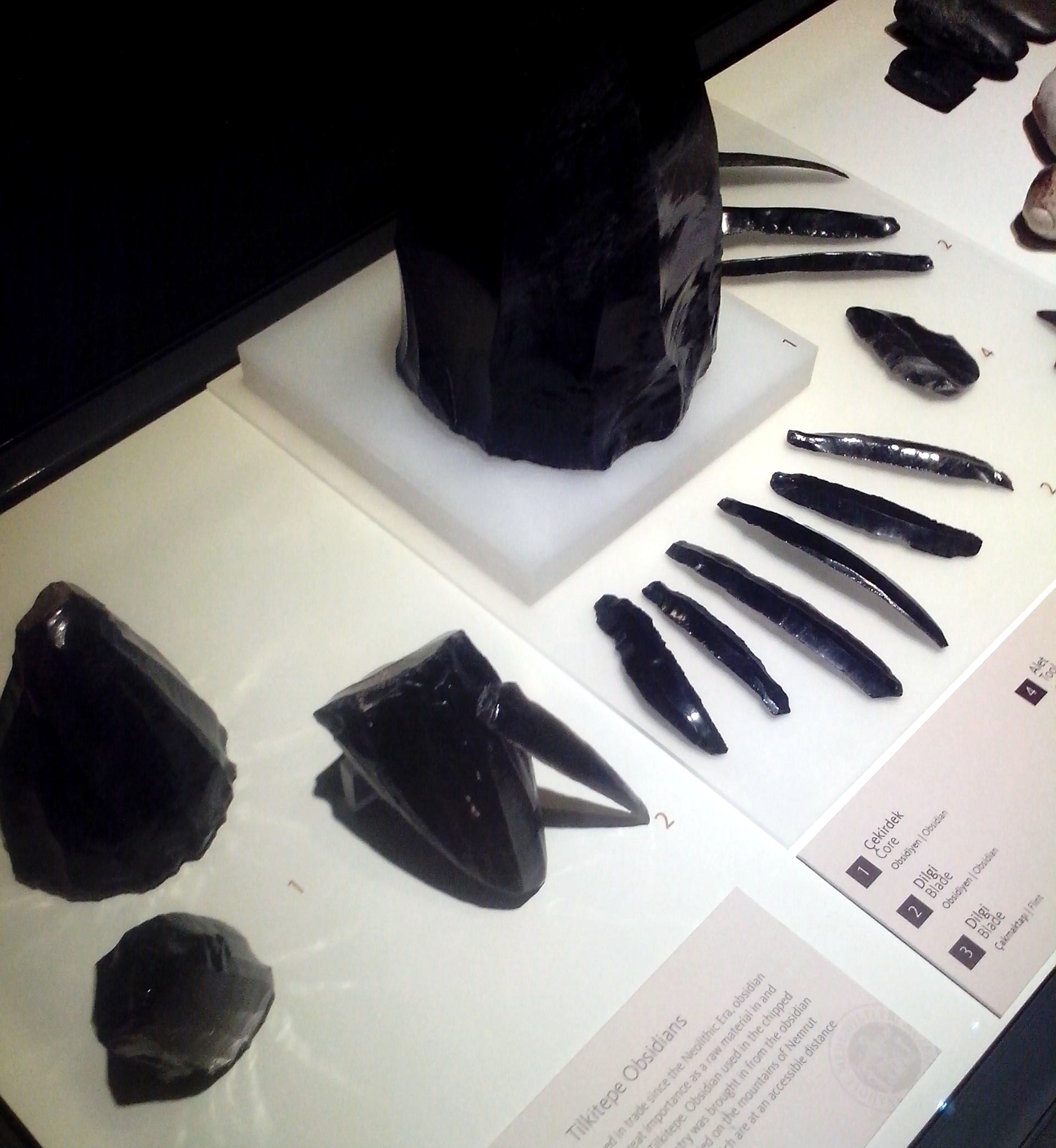
Обсидиановые инструменты из Тилкитепе, Турция, 5-е тысячелетие до н. э. Музей анатолийских цивилизаций

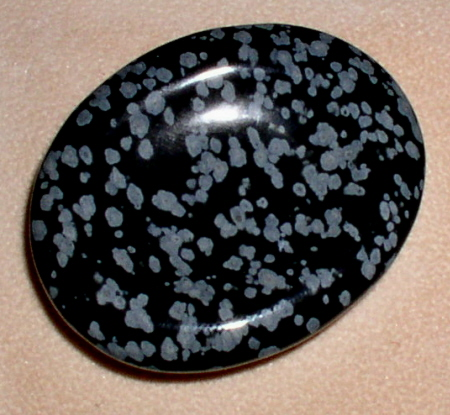
Полированный обсидиан со «снежинками», образованными путем включения кристаллов кристобалита

Обсидиа́н — природное вулканическое стекло, эффузивная (магматическая) горная порода, образующаяся в результате быстрого охлаждения лавы (расплавленных горных пород). Основные образующие минералы: кварц и полевой шпат. Синонимы: исландский агат, невадский алмаз, вассер-хризолит, псевдохризолит, гиалит, монтанский жад, итатли, бутылочный камень, коготь дьявола, вулканический камень.
Однородное вулканическое стекло образуется в расплавах при содержании воды не более 1 %. Более богатые водой вулканические стёкла, вспучивающиеся в процессе застывания лавы, относятся к числу перлитов. С другой стороны, более медленное охлаждение лавы приводит к нормальной кристаллизации расплава: в таком случае образовывалось бы не стекло, а собственно горная порода, состоящая главным образом из кварца, полевого шпата и слюды.

## Этимология названия
У слова «обсидиан» есть несколько возможных источников. Название материала может происходить от якобы др.-греч. οβσις («обсис») — «зрелище», так как в древности этот материал применялся для изготовления зеркал. Однако многие исследователи предполагают происхождение названия от лат. Obsidianus lapis или лат. Obsianus lapis — камень Обсидия (или Обсия), от имени римлянина Обсидия (или Обсия), впервые привезшего камень в Рим из Эфиопии. С такой этимологией обсидиан упоминается ещё в энциклопедии Плиния Старшего, 77 год н. э.

## Описание

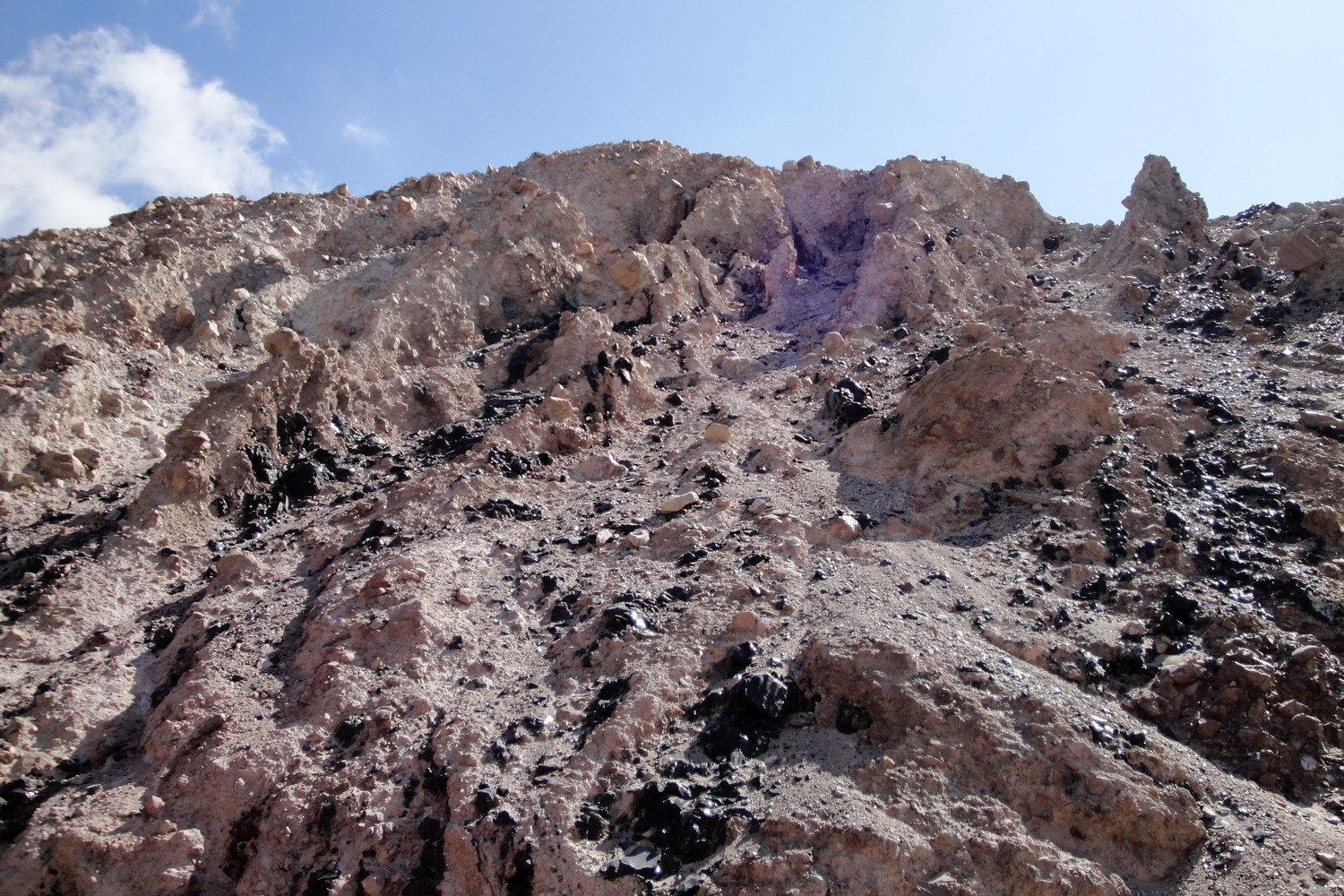
Выходы обсидиана в Армении

Будучи смесью разных минералов, обсидиан химически и морфологически чрезвычайно изменчив. Это магматический, эффузивный (излившийся) материал. В нём всегда большое содержание кремнекислоты, содержание которой колеблется в пределах десяти процентов и более (75 % > SiO2 ⩾ 65 %), другой постоянный компонент — глинозём, содержание которого находится в диапазоне от 10 до 18 %:434. В целом состав обсидиана аналогичен граниту. Окраска чёрная, серая, красновато-бурая; расположение полос указывает направление течения лавы. Структура стекловатая (аморфная), плотная. Текстура массивная или пенистая. Порода имеет плотность 2500—2600 кг/м³. Хрупкий, обладает малой износостойкостью на истирание. Содержание воды не превышает 1 %, при большем содержании воды (5—10 %) переходит в перлит, хорошо полируется, имеет характерный раковистый излом, стеклянный блеск. Обсидиан принадлежит к новейшим горным породам. От кварца (мориона и раухтопаза) отличается аморфным строением.
Очень часто обсидиан рассечён сеткой дугообразных или полусферических мелких трещин. Такая структура минерала называется перлитовой. При разрушении стекла вдоль этих трещин образуются небольшие бобовидные или шарообразные частицы, часто называемые мареканитом (по имени типичного для этого типа обсидиана месторождения, находящегося неподалёку от Охотска). Сферолиты иногда окрашены гематитом в красноватый или коричнево-бордовый цвет и могут в широких масштабах замещаться агатом. Другой тип структуры — сферолитовый, с расходящимися радиально-лучистыми агрегатами микроскопических волокон полевого шпата. Такая структура нередко возникает во время процесса частичной девитрификации. Обсидиан такого типа известен под названием «арахисового»:434.
Обсидиан обычно встречается совместно с риолитами и липаритовыми порфирами. Формирует небольшие потоки: из-за кислого состава лава вязкая.

## История применения

### Палеолит

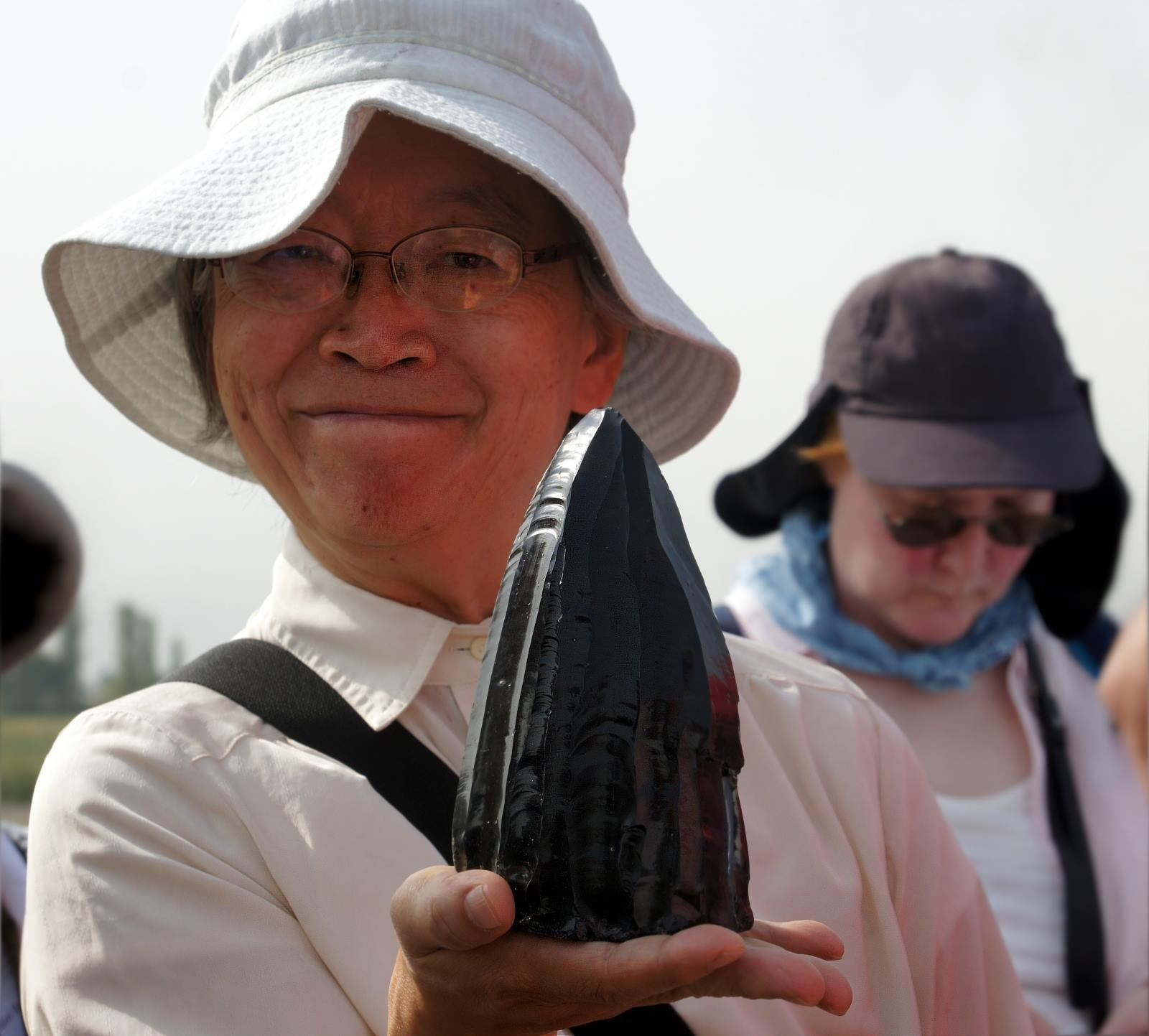
Древняя заготовка для производства обсидиановых ножей (нуклеус, микролит), Армения.

Общим свойством, объединяющим обсидиан с обыкновенным стеклом, является его способность раскалываться на узкие фрагменты с острыми режущими или колющими краями. Это его свойство особенно ценилось первобытными людьми в эпоху, предшествовавшую изобретению металлических орудий (или оружия), называемую палеолитом. Именно в силу этого свойства обсидиан сыграл большую роль в истории человечества: в тех местах, где он был доступен, из него изготавливали орудия труда, оружие и украшения; также с древних времён широко использовался в глиптике и декоративной скульптуре.

### Неолит
Свои колюще-режущие орудия майя и ацтеки, не умевшие выплавлять железо, изготавливали именно из обсидиана (например, макуауитль). Кроме того, обсидиан систематически становился материалом для изготовления предметов бытового обихода: зеркал, стёкол, масок или ритуальных фигурок. Крупные разработки обсидиана, ведущие своё начало из глубокой древности, до сих пор известны в мексиканском штате Идальго. Также известны старые обсидиановые копи в штате Герреро:435.

### Эллинизм
Известны прекрасного качества вставки-кабошоны из чёрного обсидиана, которым богата вершина горы Арагац. На вершине Арарата дымчатый обсидиан также встречается большими массами, — среди них обнаруживаются разности прекрасного качества. Из обсидиана изготовлены многие античные камеи, в числе которых особенно выделяются «Вакханка» и «Музы» работы знаменитого резчика Пергама:326.

### Новое время
Немецкая школа минералогии с XVIII века причисляла обсидиан к драгоценным камням второй цены, однако многие ювелиры и геммологи долгое время не разделяли этого убеждения, считая обсидиан одной из обычных горных пород:325-326.

### Новейшее время
В новейшее время обсидиан считается поделочным камнем второй группы II порядка (по классификации Е. Я. Киевленко).
Благодаря способности порошка обсидиана в смеси с гашёной известью затвердевать под водой, применяется как гидравлическая добавка для портландцемента. Он используется также как добавка к извести, как сырьё для изготовления тёмного стекла и в качестве термоизоляции. Лезвия из обсидиана имеют гладкую кромку толщиной всего в несколько нанометров, что позволяет использовать их в качестве скальпелей.
Нередко можно наблюдать, как обкатанные кусочки обычного бутылочного стекла, собранные на морском берегу (например, в Корнуэлле), продают как сувениры — под видом обсидиана. От настоящего обсидиана такое стекло легко отличить по его высокой прозрачности. Кроме того, оно имеет более высокое светопреломление и плотность. Равным образом, подделкой под обсидиан является и огранённые кусочки голубовато-зелёного стекла, никоим образом не соответствующего по цвету:434-435.

## Месторождения
Обсидиан присутствует в большом количестве на территории нынешних Ирана, Армении, Грузии и Турции.
Промышленные месторождения обсидиана находятся на Липарских и Канарских островах, в Исландии, Закарпатье, на Кавказе (Армения, Грузия, Азербайджан), в Сибири, Средней Азии, Забайкалье, Приморье, Камчатке, Курилах. Крупнейшие месторождения — в Мексике.

## Обсидиан в мифологии и религии
Обсидиан имеет много мифических названий. Например, в Армении обсидиан широко известен как «Сатани ехунг» (арм. Սատանի Եղունգ в переводе означает «ноготь Сатаны»), поскольку камень как правило чёрный, острый и распространён в местах извержения вулканов.
В заливе Посьета, в рамках древнего государства Бохай, датированного концом VII (началом VIII)—X вв., существовало поселение, основанное преимущественно ранними японцами, родственными когурёсцам и эмиси (ныне это Краскинское городище на территории РФ). Залежи обсидиана здесь имели важное религиозное значение для этой этнической группы.